# Kıvanç Haznedaroğlu
Kıvanç Haznedaroğlu (Ankara, l'1 de gener de 1981) és un jugador d'escacs turc que té el títol de Gran Mestre des del 2009.
A la llista d'Elo de la FIDE del desembre de 2021, hi tenia un Elo de 2445 punts, cosa que en feia el jugador número 10 (en actiu) de Turquia. El seu màxim Elo va ser de 2505 punts, a la llista de juny de 2016.

## Resultats destacats en competició
El 2003 fou campió de Turquia.

### Participació en olimpíades d'escacs
Haznedaroğlu ha participat, representant Turquia, en cinc Olimpíades d'escacs entre els anys 2000 i 2010 (un cop com a 1r tauler), amb un resultat de (+21 =17 –16), per un 54,6% de la puntuació. El seu millor resultat el va fer a l'Olimpíada del 2008 en puntuar 7½ de 9 (+7 =1 -2), amb el 75,0% de la puntuació, amb una performance de 2535.